# Pierre Fournier (journaliste)
Pour les articles homonymes, voir Pierre Fournier et Fournier.
Pierre Fournier, né le 12 mai 1937 à Saint-Jean-de-Maurienne et mort le 15 février 1973 au Perreux-sur-Marne, est un journaliste et dessinateur pamphlétaire français.
Militant pacifiste libertaire, il est un des précurseurs du mouvement antinucléaire et mouvement écologiste français.
Rédacteur et dessinateur à Hara-Kiri puis Charlie Hebdo, il est l'un des premiers antinucléaires, prônant une écologie radicale et libertaire. En 1972, il crée son propre journal, La Gueule ouverte, « le journal qui annonce la fin du monde ».

## Biographie

### Jeunesse et formation
Ses parents sont instituteurs en Savoie, à Saint-Sorlin-d'Arves dans une école de haute montagne, dans la neige pendant six mois de l'année, puis au Bochet au-dessus de Saint-Jean ; là ils découvrent les talents de dessinateur en herbe de leur fils.
Après la guerre, en 1945, ils sont affectés à de nouveaux postes au Pont-de-Beauvoisin (Isère). Ils permettent à leur fils d'avoir à sa disposition le matériel de base pour dessiner ; il écrit ainsi, en 1946, sa première bande dessinée de deux pages, Marot l'Espion (inspirée par un film mexicain qui le marque), puis, en 1950, les 250 pages du Petit Cow-boy, un travail de deux ans.
Ses parents font la connaissance de Célestin Freinet et alimentent leurs bibliothèques scolaire et familiale de nombreux ouvrages sur la peinture et le dessin. Pierre découvre Dürer, Brueghel, Vinci, Matisse, Dufy, Forain, Daumier et Dubout ; il fait ses études dans un lycée de Chambéry.
En 1953, toute la famille déménage en région parisienne, à Nogent-sur-Marne, pour faciliter ses études artistiques.
Abonné à la revue Sciences et Voyages (qu'il lira pendant 20 ans), Pierre entreprend de dessiner La Vie à la campagne par planches successives, une série de vies imaginaires sous toutes les latitudes et les époques.
Il entre au lycée Charlemagne ; bon élève, il manque la mention « très bien » au bac par son ignorance des sciences naturelles, alors que ses professeurs le présentent au concours général en latin, grec et philosophie.
Inscrit ensuite à l'atelier Corlin, il prépare les concours d'entrée aux grandes écoles d'art, découvre Hokusai et Hiroshige. À l'École nationale supérieure des arts décoratifs, avec quatre de ses copains, il fréquente également l'académie de la Grande-Chaumière.
Diplômé professeur de dessin, le 15 septembre 1959, il exerce jusqu'au 23 novembre, jour où il démissionne et reprend les Arts décos en cours du soir. Il dessine mais n'obtient aucun succès commercial.
En 1960, pendant sa préparation militaire, il est opéré pour une anomalie congénitale. L'opération dure huit heures et un morceau de Dacron remplace un morceau de son aorte déficiente ; sa longue convalescence le rend plus taciturne et solitaire et l'isole chez lui pendant qu'au-dehors la vie politique et militante s'anime (sortie de Hara-kiri mensuel en septembre 1960).
Il rencontre néanmoins, à la maison de retraite des artistes de Nogent-sur-Marne, un graveur de timbres qui l'initie aux techniques de gravure. Mais cela ne lui permet pas, une fois la pratique maîtrisée, de placer ses productions, malgré deux ou trois dessins d'actualité au journal Minute où Reiser place aussi quelques-uns des siens.
En 1965, pour vivre, il devient secrétaire administratif stagiaire à la Caisse des dépôts et consignations ; son chef de service « s'inquiète » de son écriture trop fantaisiste sur les documents administratifs destinés aux communes qui sollicitent des prêts. Pierre Fournier côtoie peu ses collègues de bureau, mais il les observe, et continue le soir ses dessins d'actualité qu'il n'arrive pas à placer (à part trois dessins au New Yorker dont le prix payé ne couvre que les frais d'expédition en recommandé).

### Hara-kiri
Il se présente, à la rédaction de Hara-kiri, à Cavanna qui remarque sa « patte », mais ses dessins ne correspondent pas à l'esprit du journal.
Il décide alors de changer de style et fait des illustrations de romans pour un club du livre renommé[Lequel ?], qui, liquidé par la suite, ne lui paie pas ses dessins et, de plus, les perd. 
Il exerce son talent de polémiste par l'écriture et se défoule en ciblant plusieurs publications impliquées sur les thèmes de l'environnement, de l'agriculture, du naturisme, de la santé.
En juillet 1965, il épouse une amie de sa sœur, Danielle. Ils se logent à Longjumeau dans un F3 de la Caisse des dépôts ; leur fils Laurent naît en juin 1966.
À partir de 1964, il place de temps à autre un dessin dans Hara-kiri mais celui-ci est interdit d'affichage le 29 mai 1966, jusqu'en janvier 1967 date à partir de laquelle Fournier entre à la rédaction, prend la plume d'un grand reporter, « Jean Nayrien Nafoutre de Séquonlat », et décode l'actualité à travers les photos de Paris Match.
Entre 1968 et 1969, son projet de village communautaire ayant tourné court, toute la famille quitte la région parisienne et s'installe à Leyment dans l'Ain dans une minuscule maison de famille. Il réussit à continuer ses pages dans Hara-kiri devenu hebdo (puis Charlie Hebdo) sous le nom « La Vie des gens », avec des illustrations tout de même signées Fournier, et revient à Paris une fois par mois pour y apporter ses dessins ; il entretient avec toute l'équipe des relations vives. En 1970, sa nouvelle vie campagnarde se déroule non loin du projet de centrale Bugey 1 et il s'engage contre le nucléaire à travers ses écrits, son militantisme local, les tracts qu'il écrit et dessine et dans le mouvement Bugey-Cobayes,.
Le 19 juin 1971, il participe à la marche contre la force de frappe nucléaire organisée par le Groupe d'action et de résistance à la militarisation, de Lyon au poste de commandement du Mont Verdun. Il prend la parole pendant la fête qui suit.

### La Gueule ouverte
En 1972, il dessine moins mais écrit plus, et les deux pages qui lui sont attribuées dans Charlie Hebdo débordent. La solution est un journal à lui, idée que lui souffle Bernier, et qui, avec l'aide de son ami Émile Prémillieu, devient réalité : La Gueule ouverte.
Fondé en 1973, le journal n'aura connu que trois numéros sous Pierre Fournier avec ses collaborateurs qui sont Cabu, Reiser, Gébé, Bernard Charbonneau, Émile Prémillieu, Philippe Lebreton. La couverture du premier numéro porte le dessin du portrait de son dernier fils.
En 1973, la famille des cinq Fournier est installée à Queige entre Albertville et Beaufort, dans une vieille ferme savoyarde de 1737, sans confort et jamais restaurée, où il organise avec difficulté la parution de son journal. 
Le 15 février 1973, il vient voir Cavanna à Paris, tombe malade chez sa sœur chez qui il loge, écrit deux lettres, une à Cavanna pour la suite de leurs entretiens, une autre à sa femme, accompagnée d'un dessin : le plan du parking de Chambéry où il a laissé sa voiture. Il remet son costume, s'allonge, fait un deuxième infarctus et meurt.
Fournier n'aura conçu que trois exemplaires de son journal mensuel. Le titre quitte les éditions du Square, devient hebdomadaire en 1974, et fusionne en 1977 avec Combat non-violent pour s'intituler La Gueule Ouverte/Combat Non Violent. En 1978, il redevient La Gueule Ouverte et disparaît avec son dernier numéro 314 du 29 mai 1980 titré Je t'aime, à bientôt.

### Parenté
Pierre Fournier est le cousin du père de Bruno Solo, acteur et animateur français.

## Citations
« Il faut faire la révolution sans passer par la force, sans passer par la victoire. »

« Quand j'entends le mot spécialiste, je sors mon revolver. Si le spécialiste est éminent, je tire. »

« On s'enferme dans l'anti-pollution. Jamais on ne remonte aux causes. Jamais on va assez loin, ni dans l'information, ni dans l'explication. (1973) »

« Pendant qu’on nous amuse avec des guerres et des révolutions qui s’engendrent les unes les autres en répétant toujours la même chose, l’homme est en train, à force d’exploitation technologique incontrôlée, de rendre la terre inhabitable, non seulement pour lui mais pour toutes les formes de vie supérieures qui s’étaient jusqu’alors accommodées de sa présence… Au mois de mai 68, on a cru un instant que les gens allaient devenir intelligents, se mettre à poser des questions, cesser d’avoir honte de leur singularité, cesser de s’en remettre aux spécialistes pour penser à leur place. Et puis la Révolution, renonçant à devenir une Renaissance, est retombée dans l’ornière classique des vieux slogans, s’est faite, sous prétexte d’efficacité, aussi intolérante et bornée que ses adversaires, c’est aux Chinois de donner l’exemple, moi j’achète l’évangile selon Mao et je suis. »

— Hara-Kiri hebdo (1969)

## Publications
NB : la majorité des publications sont posthumes.
- La Vie des gens, Paris, Square, 1971
- Où on va ? J'en sais rien mais on y va, Paris, Square, 1973.Recueil posthume de ses textes et dessins dans Hara-Kiri Hebdo et Charlie Hebdo jusqu'au 15 février 1971 par Danielle Fournier.
- Y'en a plus pour longtemps, Paris, Square, 1973. Anthologie sélective de ses articles par son ami Roland de Miller.
- Carnets d'avant la fin du monde, Paris, Buchet/Chastel, coll. « Les Cahiers dessinés », 2003 (ISBN 2-283-01951-6). Biographie : texte de Danielle Fournier, puis recueil de dessins.
- Patrick Gominet et Danielle Fournier, Pierre Fournier, précurseur de l'écologie, Paris, Buchet/Chastel, coll. « Les Cahiers dessinés », 2011 (ISBN 2283024528). Dessins et chroniques de Pierre Fournier parus dans Hara-Kiri, Charlie Hebdo et La Gueule ouverte[4],[7],[8].
- Sur les routes de France : 1952-1954  (préf. Delfeil de Ton), Paris, Buchet/Chastel, coll. « Les Cahiers dessinés », 2015 (ISBN 979-10-90875-36-4, présentation en ligne)
- Bon Dieu ! Ça fait plaisir de respirer un peu l'air du pays  (préf. Frédéric Pajak), Paris, Buchet/Chastel, coll. « Les Cahiers dessinés », 2019 (ISBN 979-10-90875-80-7)

### Articles, mémoires
- Kitschelt Herbert, « La gauche libertaire et les écologistes français », la Revue française de science politique, vol. 40, no 3,‎ 1990, p. 339-365 (lire en ligne)
- Joël Gombin, L'influence libertaire chez les Verts français (mémoire réalisé sous la direction de Michel Camau, professeur des Universités, Institut d'études politiques d'Aix-en-Provence), Institut d'études politiques d'Aix-en-Provence, 2003 (lire en ligne)
- Renaud Garcia, « Pierre Fournier et Gébé », sur le blog des amis de Bartleby, hiver 2020-2021 (consulté le 30 décembre 2022).